# Schloss Sandersdorf

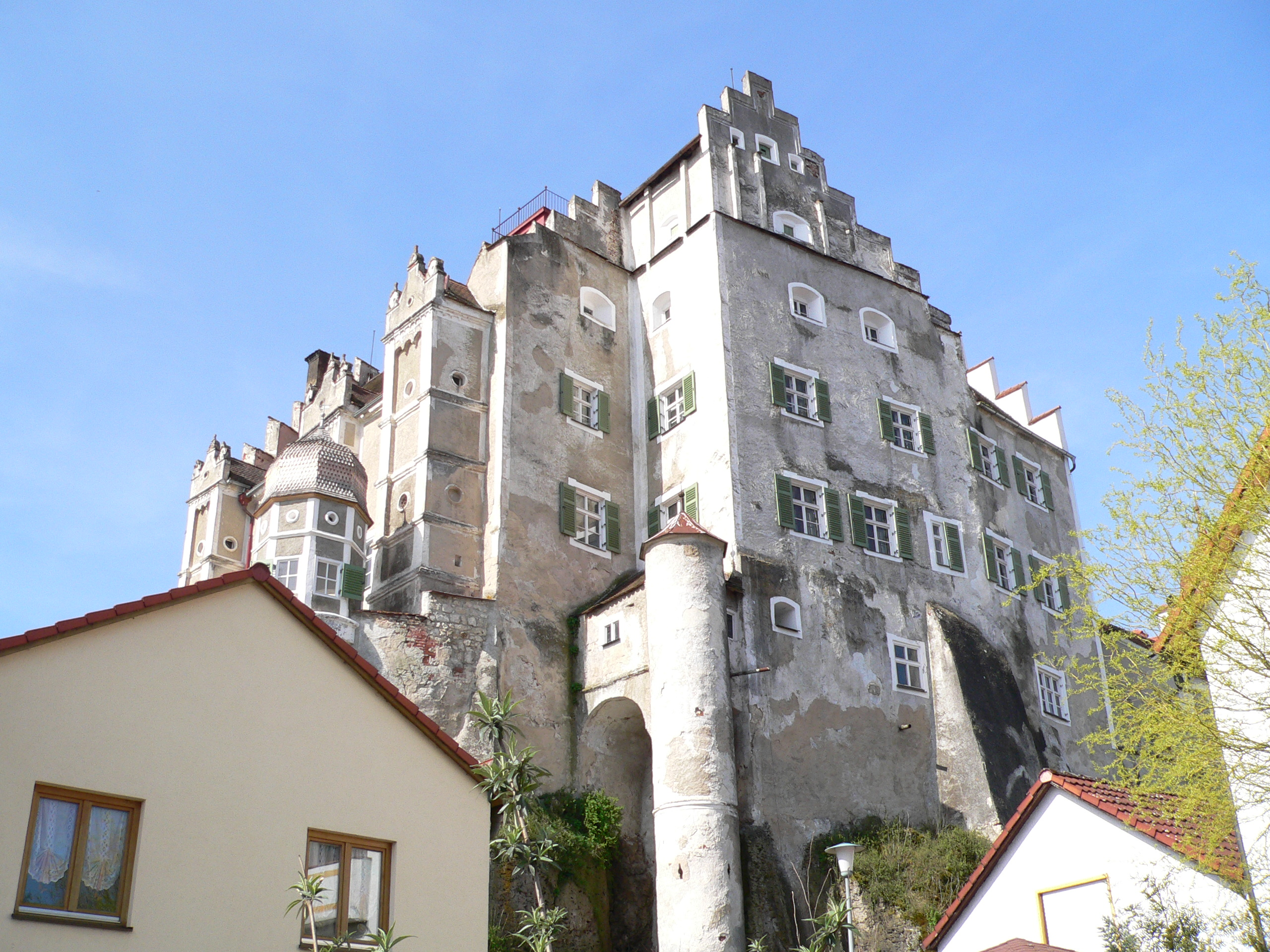
Schloss Sandersdorf (2007)

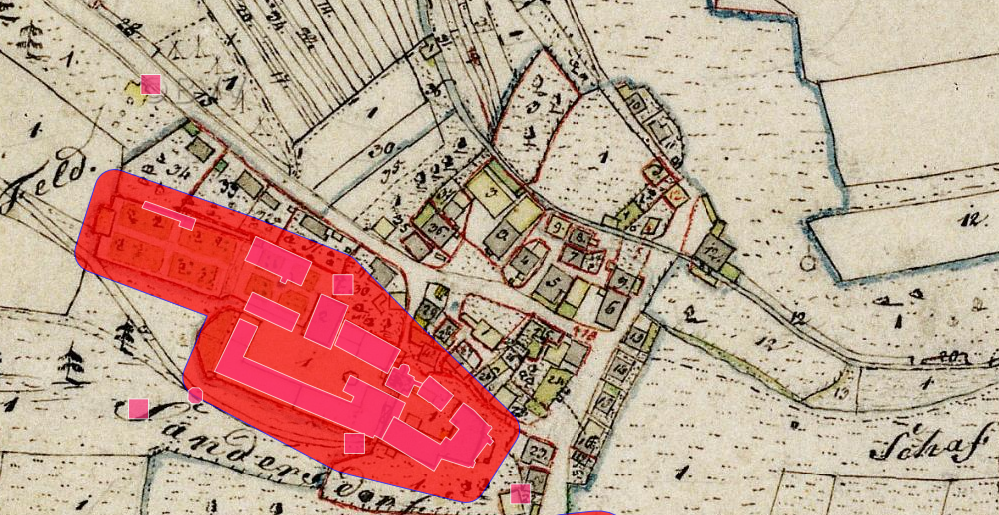
Lageplan von Schloss Sandersdorf auf dem Urkataster von Bayern

Schloss Sandersdorf ist ein Renaissanceschloss im gleichnamigen Ort Sandersdorf des Marktes Altmannstein im oberbayerischen Landkreis Eichstätt. Die Anlage ist unter der Aktennummer D-1-76-112-36 als denkmalgeschütztes Baudenkmal von Sandersdorf verzeichnet. Ebenso wird sie als Bodendenkmal unter der Aktennummer D-1-7035-0079 im Bayernatlas als „mittelalterliche und frühneuzeitliche Befunde im Bereich des Schlosses Sandersdorf“ geführt.

## Lage
Das Schloss liegt im oberen Schambachtal am Schambach, einem Zufluss der Altmühl, auf einer nach Osten gerichteten, rund 50 Meter hohen Bergzunge. Unter dem Schloss breitet sich der Ort Sandersdorf aus.

## Geschichte

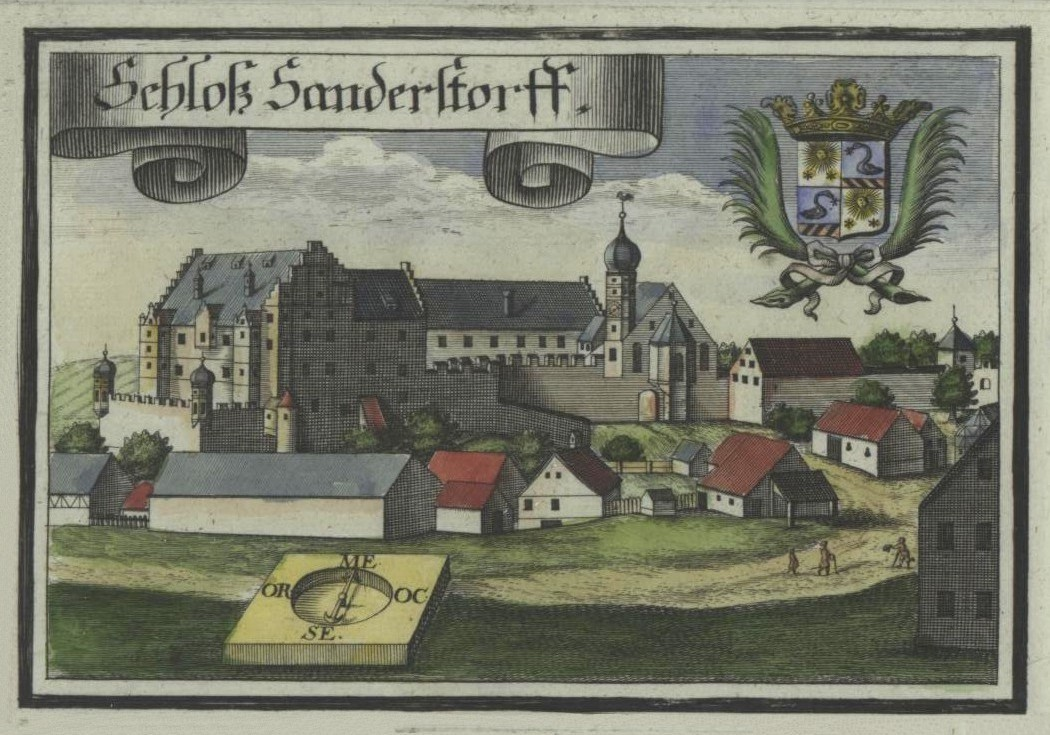
Schloss Sandersdorf, Kupferstich von Michael Wening, 1701

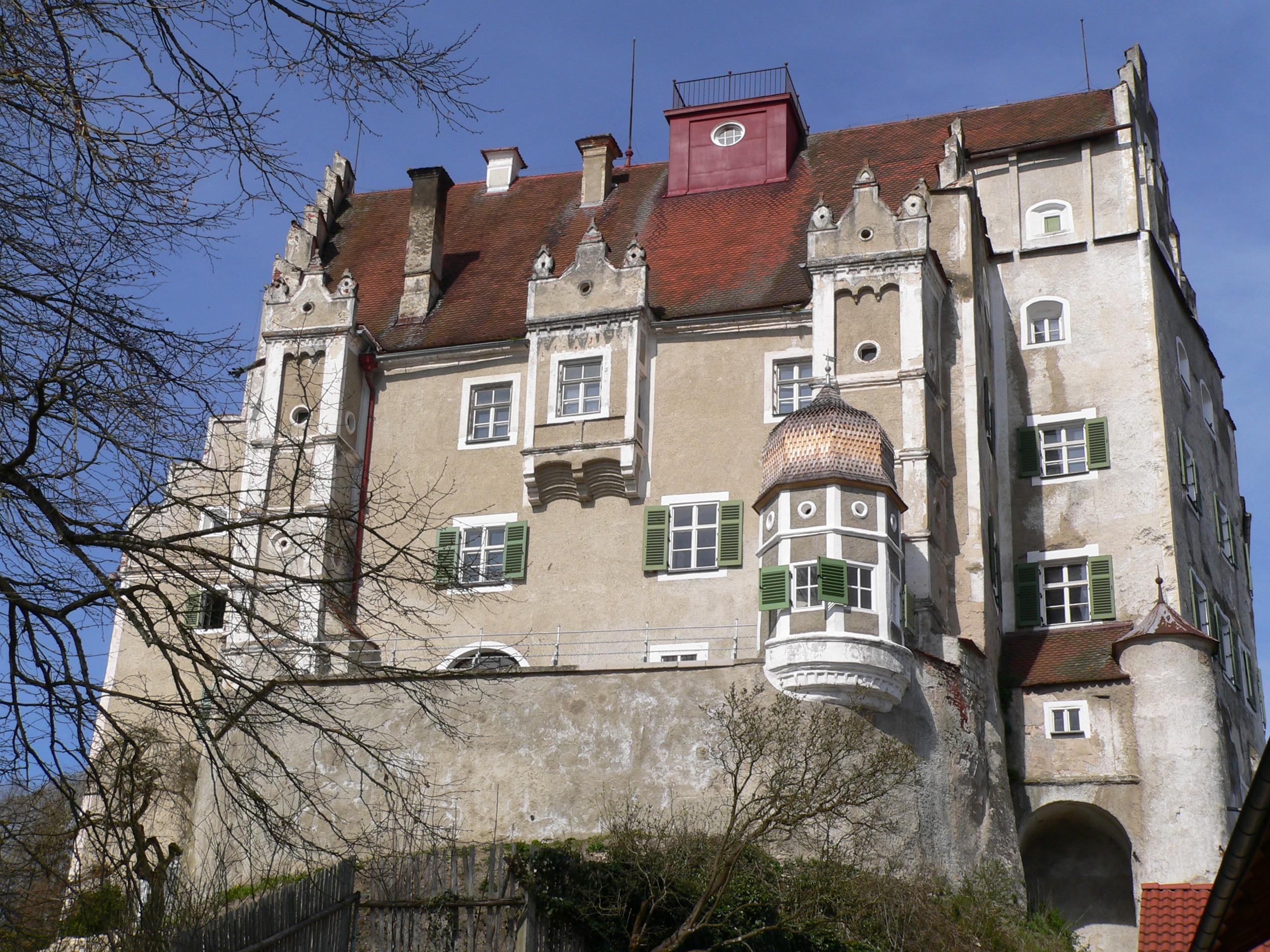
Südseite (2007)

Das heutige Schloss geht auf eine mittelalterliche Burg zurück, die von den Herren von Sandersdorf als Wittelsbacher Ministerialen erbaut wurde. Das Geschlecht ist seit dem 12. Jahrhundert urkundlich genannt. Dem Letzten dieses Geschlechtes, Ulrich dem Sandersdorfer, folgte 1372 das Geschlecht der Rindsmaul, 1382 Konrad der Kemnater nach. 1420 sind die Forchheimer im Besitz der Burg.
1420 wurde die Burg durch Herzog Heinrich von Bayern-Landshut gebrandschatzt, als sich dieser im Krieg mit Herzog Ludwig dem Bärtigen von Bayern-Ingolstadt befand. 1425 wurde die Burg an die Muggenthaler verliehen; der erste Besitzer dieser Familie, Erhart von Muggendal, baute die Burg wieder auf. Hierfür war ihm auch die Hälfte der Hofmark Sandersdorf verliehen worden. Sein Vorhaben, die beiden Hofmarken Sandersdorf und Hinzenhausen zu vereinigen, gelang erst seinem Sohn Hans Heinrich von Muggenthal im Jahr 1507 durch Verleihung von Herzog Albrecht IV.
Hans Heinrich gelang es, Bauernaufstände und die Reformation von seinem Herrschaftsgebiet fernzuhalten. 1536 machte Pfalzgraf Ottheinrich bei seiner Reise nach Krakau auch auf Schloss Sandersdorf Station. 1550 wurde die Schlossbrauerei Sandersdorf gegründet. Im Dreißigjährigen Krieg (1618–1648) wurde die Burg zerstört; Albrecht Ulrich von Muggenthal ließ sie bis 1646 als vierflügeliges Schloss wieder aufbauen. Diese Form hat es bis heute.
1646 ging die Zeit der Muggenthaler auf Schloss Sandersdorf zu Ende, als diese das Schloss an Wolfgang Unverzagt Freiherr von Roy (oder Retz) verkauften. Dieser musste es 1650 wegen Überschuldung verkaufen, und der Ingolstädter Professor Johann Jakob Lossius kaufte die Burg, indem er die Gläubiger befriedigte. 1652 wurde Lossius auch mit dem halben herzoglichen Lehen Sandersdorf (und Mendorf) belehnt. Lossius hatte keine Nachkommen und bestimmte Giovanni Dominico Bassus, einen Sohn seiner Schwester Lucretia, der Ehefrau von Tommaso Bassus, zum Erben. Der Erbfall trat 1675 ein. Auch „Dominikus“ Bassus, wie er sich nunmehr nannte, wurde in Ingolstadt Professor der Rechte und kaufte zum ererbten Besitz mehrere Güter in der Umgebung hinzu. Er musste erleben, wie sein Schloss 1703 im Spanischen Erbfolgekrieg Zerstörungen erlitt.
Dominikus Bassus hatte keine Nachkommen und beerbte Franz Peter von Bassus, einen Sohn seines älteren Bruders Johann Josef Bassus. Nach dem Aussterben der Muggenthaler-Linie auf Hinzenhausen kaufte Franz Peter von Bassus 1725 deren Hofmark hinzu, die er 1774 wieder verkaufen musste. Mit ihm starb die ältere Linie aus; der Besitz ging an den Urenkel von Dominikus Bassus und Sohn seines Halbbruders Giovanni Maria mit dem Namen Thomas von (de) Bassus über.
Der 1763 in Mendorf geborene Komponist Johann Simon Mayr wurde von Thomas de Bassus stark gefördert, war zeitweilig als Musiklehrer bei ihm angestellt und wohnte auch auf Schloss Sandersdorf. Im Mai 1787 wurde das Schloss durch bayerische Beamte durchsucht, weil man es als „Illuminatennest“ ansah. Thomas de Bassus war Mitglied des 1776 von Adam Weishaupt in Ingolstadt gegründeten Illuminatenordens; sein Schloss war Treffpunkt für viele Treffen des Geheimbundes. Die Illuminaten diskutierten Ideen der Aufklärung und waren ein Dorn im Auge von Kurfürst Karl Theodor. Bei der Durchsuchung wurden zahlreiche geheime Unterlagen konfisziert.
Um 1900 wurde das Schloss unter der Leitung des Münchner Architekten Gabriel von Seidl teilweise erneuert und renoviert. So stammt aus dieser Zeit beispielsweise das Kutscherhaus im Innenhof. 2008 wurde das Schloss von Margarethe Baronin de Bassus mitsamt den Waldgrundstücken an den Wittelsbacher Ausgleichsfonds verkauft. Im März 2022 wurde das Schloss an Dr. Horst-Florian Jaeck verkauft. Es soll in Teilen der Öffentlichkeit zugänglich gemacht werden.

## Beschreibung
Der reichgegliederte Gebäudekomplex einer Vierflügelanlage wurde auf mittelalterlicher Grundlage im 16. Jahrhundert errichtet, nach Zerstörungen im 17. und 18. Jahrhundert wieder aufgebaut und im 19. Jahrhundert überformt. Der hohe Haupttrakt ist nach Osten gerichtet; er hat an seinen Schmalseiten hohe Treppengiebel und an den Breitseiten gegen das Tal drei Erker mit Giebelaufsätzen, davor eine Art Zwinger mit zwei achteckigen Ecktürmchen. Die niedrigeren Schlossflügel im Norden und Süden sind gegen Westen gerichtet. Die Schlosskapelle St. Joseph mit achteckigem Kuppelturm befindet sich im Innenhof. Die Kapelle hat ein romanisches Tympanon (um 1200). In ihrem Innern ist das wertvollste Ausstattungsstück ein Kruzifix wahrscheinlich aus der Günther-Werkstatt aus dem nahen Altmannstein, dem Geburtshaus des Rokokokünstlers Ignaz Günther; die Stuckdekoration stammt aus dem 17. Jahrhundert. Der Altar mit dem Gemälde des namensgebenden Hl. Josef datiert ca. um 1650 und wurde in der Zeit der Umbauten unter dem Architekten Gabriel von Seidl durch die Firma Radspieler aus München restauriert.